# زوران ماريتش
زوران ماريتش (بالصربية: Зоран Марић)‏ هو لاعب كرة قدم ومدرب كرة قدم صربي في مركز الهجوم، ولد في 21 فبراير 1960 في Boka (Sečanj) ‏ في صربيا. شارك مع منتخب يوغوسلافيا لكرة القدم. أما مع النوادي، فقد لعب مع سيلتا فيغو ونادي فويفودينا ونادي كومبوستيلا.

## وصلات خارجية
- زوران ماريتش على موقع قاعدة بيانات كرة القدم.إي يو (الإنجليزية)
- زوران ماريتش على موقع ناشيونال فوتبول تيمز (الإنجليزية)
- زوران ماريتش على موقع عالم كرة القدم.نت (الإنجليزية)